# Edward Daly
Edward Daly (5. prosince 1933, Belleek, Severní Irsko – 8. srpna 2016) byl v letech 1974–1993 římskokatolický biskup severoirského města Londonderry. Veřejně známým se stal zejména díky svým snahám o mír během násilí v Severním Irsku.
V roce 2011 vyzval Vatikán ke zrušení povinného celibátu.

## Úsilí o mír v Severním Irsku
Daly, ostrý kritik Irské republikánské armády, se v Severním Irsku stal symbolem míru. Snímky z roku 1972, kdy ho na Krvavou neděli zachytily televizní kamery, jak pomáhá do bezpečí zraněným, se staly známé po celém světě. Zasloužil se také o propuštění šesti mužů nespravedlivě uvězněných za bombový útok spáchaný členy IRA. Mnohokrát vystupoval v televizních dokumentech, v nichž se vyjadřoval k náboženským a politickým otázkám Severního Irska.
V roce 1974 se již ve 40 letech stal biskupem Derry, a zároveň tak nejmladším biskupem v Irsku.
Této funkce se Daly vzdal v říjnu 1993 poté, co utrpěl mozkovou mrtvici. Poté se stal kaplanem v hospici.

## Výzva ke zrušení celibátu
Daly soudil, že celibátní kněžství má v církvi stále své významné místo. V moderní katolické církvi by však podle jeho názoru měl být prostor také pro ženaté kněze. Pokud se tak nestane, předpovídal prohlubující se nezájem mladých mužů o vstup do kněžského stavu. „Cítím, že celibát poškozuje církev," uvedl Daly. Byl zklamaný, když kvůli němu viděl dobré muže odmítat kněžství. Obavy mu činil i rostoucí průměrný věk duchovních.